# اسب (فیلم ۱۹۶۵)
اسب (انگلیسی: Horse) فیلمی به کارگردانی اندی وارهول است که در سال ۱۹۶۵ منتشر شد. از بازیگران آن می‌توان به فلورانس فاستر جنکینس، ایدی سجویک، و اندی وارهول اشاره کرد.